# La Lune dans le caniveau
Pour plus de détails, voir Fiche technique et Distribution.
La Lune dans le caniveau est un film français réalisé par Jean-Jacques Beineix sorti en 1983, d'après le roman The Moon in the Gutter (La Lune dans le caniveau) de David Goodis. C'est le deuxième film de Jean-Jacques Beineix, après Diva.

## Synopsis
Gérard, un docker, est obsédé par sa recherche de l'homme qui viola sa sœur, provoquant le suicide de cette dernière. Sa quête lui fait rencontrer la riche Loretta, dont il tombe amoureux au point d'oublier sa maîtresse Bella. Jalouse, cette dernière tente de le faire tuer. Gérard en réchappe et retourne à son obsession, oubliant les deux femmes.

## Fiche technique
- Réalisation : Jean-Jacques Beineix
- Scénario : Jean-Jacques Beineix et Olivier Mergault, d'après le roman éponyme de David Goodis
- Production : Lise Fayolle
- Photographie : Philippe Rousselot
- Musique : Gabriel Yared
- Montage Yves Deschamps et Monique Prim
- Direction artistique : Hilton McConnico
- Costumes : Claire Fraisse
- Coordinateur des combats et des cascades : Claude Carliez et son équipe
- Format : 35mm couleur - Ratio :  2,35:1 - Dolby stéréo
- Genre : drame
- Année : 1983
- Durée : 137 min
- Pays :  France
- Tournage : 12 juillet à fin décembre 1982
- Date : 18 mai 1983
- Interdit aux moins de 12 ans

## Distribution
- Gérard Depardieu : Gérard Delmas
- Nastassja Kinski : Loretta
- Victoria Abril : Bella
- Vittorio Mezzogiorno : Newton Channing
- Bertice Reading : Lola
- Gabriel Monnet : Tom
- Milena Vukotic : Frieda
- Bernard Farcy : Jésus
- Anne-Marie Coffinet : Dora
- Katya Berger : Catherine
- Dominique Pinon : Franck
- Jacques Herlin : Le barman
- Rosa Fumetto : La jeune catcheuse
- Victo Gavallo : Le premier tueur
- Jean-Roger Milo : Le second tueur
- Fred Ulysse : Le contremaître
- Rudo Alberti : Le gardien du monastère
- La voix de Yves-Marie Maurin

## Production

### Tournage
Le film a été tourné dans les studios de la Cinecitta, entre les plateaux de Sergio Leone et Federico Fellini.

## Accueil

### Accueil critique
Exactement comme pour Diva, le premier long-métrage de Beineix, la critique n'est pas tendre avec lui, lui reprochant comme à Luc Besson une photographie trop bien léchée, un sens aigu de l'esthétique et du cadrage que la plupart jugent artificiel et non pas d'expression poétique. Pourtant, La Lune dans le caniveau correspond assez précisément au récit littéraire de l'auteur David Goodis. Toutefois, à la différence de Diva qui a remporté un réel succès populaire, ce film ne trouve pas son public.

## Distinctions

### Récompenses
Le film a remporté en 1984 le César des meilleurs décors, réalisés par Hilton McConnico.

## Autour du film
- La comédienne Diahnne Abbott (alors épouse de Robert De Niro) a été renvoyée par le réalisateur car elle refusait de se déshabiller, bien qu'elle eût précédemment donné son accord. C'est finalement Victoria Abril qui a obtenu le rôle. Celle-ci s'est en effet présentée devant le réalisateur en se déshabillant avant de plonger dans une piscine[1].
- Nastassja Kinski refusait d'embrasser Gérard Depardieu car, selon elle, il sentait le pastis[1].
- Le film se déroule presque entièrement de nuit et dans un port dans un pays et une époque non identifié, ce qui donne une atmosphère crépusculaire.